# Rüte
Rüte este un oraș în Elveția.